# Сербия на летних Олимпийских играх 2016

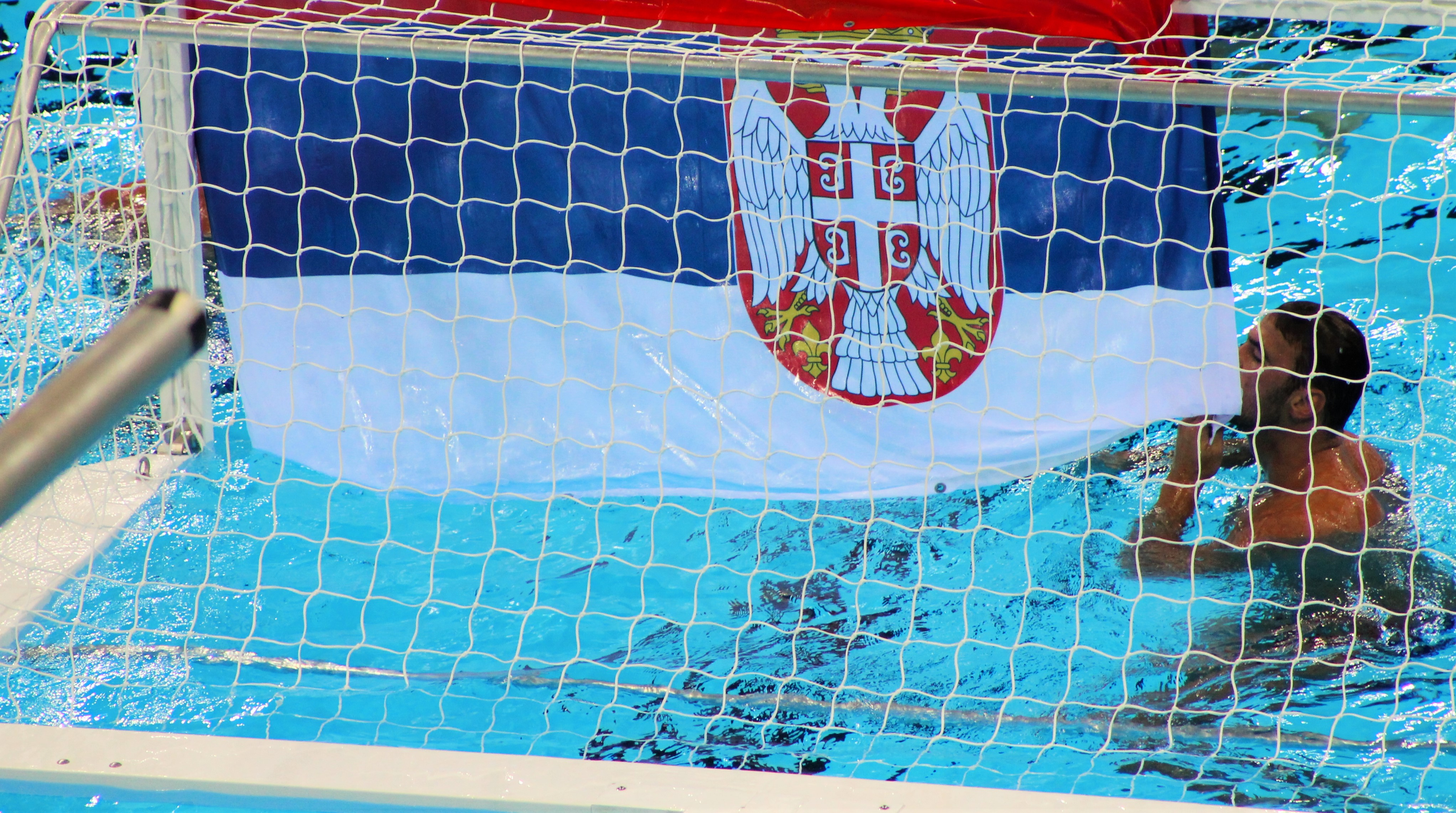
Сербский игрок целует флаг после завоевания золота

Сербия на летних Олимпийских играх 2016 года была представлена  в тринадцати видах спорта.

## Медали
| Золото  | |                                                         |            |
| №       | Спортсмены | Вид спорта (дисциплина)                                 | Дата       |
| 1       | Давор Штефанек | Борьба (греко-римская, до 66 кг, мужчины)               | 16 августа |
| 2       | Мужская сборная по водному поло Милан Алексич Живко Гоцич Душан Мандич Бранислав Митрович Стефан Митрович Слободан Никич Гойко Пиетлович Душко Пиетлович Андрия Прлаинович Сава Ранджелович Филип Филипович Милош Чук Никола Якшич | Водное поло (мужчины)                                   | 20 августа |
| Серебро | |                                                         |            |
| №       | Спортсмены | Вид спорта (дисциплина)                                 | Дата       |
| 1       | Тияна Богданович | Тхэквондо (до 49 кг, женщины)                           | 17 августа |
| 2       | Марко Томичевич Миленко Зорич | Гребля на байдарках и каноэ (K-2, 1000 метров, мужчины) | 18 августа |
| 3       | Женская сборная по волейболу Тияна Бошкович Йована Бракочевич Бьянка Буша Стефана Велькович Бояна Живкович Тияна Малешевич Бранкица Михайлович Елена Николич Мая Огненович Сильвия Попович Милена Рашич Йована Стеванович          | Волейбол (женщины)                                      | 20 августа |
| 4       | Мужская сборная по баскетболу Стефан Бирчевич Богдан Богданович Никола Йокич Стефан Йович Никола Калинич Стефан Маркович Милан Мачван Неманья Недович Мирослав Радульица Марко Симонович Милош Теодосич Владимир Штимац            | Баскетбол (мужчины)                                     | 21 августа |
| Бронза  | |                                                         |            |
| №       | Спортсмены | Вид спорта (дисциплина)                                 | Дата       |
| 1       | Ивана Шпанович | Лёгкая атлетика (прыжки в длину, женщины)               | 17 августа |
| 2       | Женская сборная по баскетболу Даяна Бутулия Ана Дабович Милица Дабович Невена Йованович Саша Крнич Елена Милованович Даниэль Пейдж Соня Петрович Тамара Радочай Драгана Станкович Александра Црвендакич Саша Чаджо                 | Баскетбол (женщины)                                     | 20 августа |

## Состав сборной
Академическая гребля
1. Ненад Беджик
2. Милош Васич
3. Марко Марьянович
4. Андрия Шлюкич

 Баскетбол
1. Стефан Бирчевич
2. Богдан Богданович
3. Стефан Йович
4. Никола Йокич
5. Никола Калинич
6. Стефан Маркович
7. Милан Мачван
8. Неманя Недович
9. Мирослав Радульица
10. Марко Симонович
11. Милош Теодосич
12. Владимир Штимац
13. Даяна Бутулия
14. Ана Дабович
15. Милица Дабович
16. Невена Йованович
17. Саша Крнич
18. Елена Милованович
19. Даниэль Пейдж
20. Соня Петрович
21. Тамара Радочай
22. Драгана Станкович
23. Александра Црвендакич
24. Саша Чаджо

 Борьба
Греко-римская борьба
1. Виктор Немеш
2. Кристиян Фрис
3. Давор Штефанек

Велоспорт
 Шоссейный велоспорт
1. Иван Стевич

 Маунтинбайк
1. Йована Чрногорац

 Водное поло
1. Милан Алексич
2. Живко Гоцич
3. Душан Мандич
4. Бранислав Митрович
5. Стефан Митрович
6. Слободан Никич
7. Гойко Пиетлович
8. Душко Пиетлович
9. Андрия Прлаинович
10. Сава Ранджелович
11. Филип Филипович
12. Милош Чук
13. Никола Якшич

 Волейбол
1. Тияна Бошкович
2. Йована Бракочевич
3. Бьянка Буша
4. Стефана Велькович
5. Бояна Живкович
6. Тияна Малешевич
7. Бранкица Михайлович
8. Елена Николич
9. Мая Огненович
10. Сильвия Попович
11. Милена Рашич
12. Йована Стеванович

Гребля на байдарках и каноэ
 Гребля на гладкой воде
1. Небойша Груич
2. Миленко Зорич
3. Марко Новакович
4. Деян Паич
5. Марко Томичевич
6. Владимир Торубаров
7. Николина Молдован
8. Оливера Молдован
9. Далма Ружичич-Бенедек
10. Милица Старович

 Дзюдо
1. Александар Куколь

 Лёгкая атлетика
1. Михаил Дудаш
2. Асмир Колашинац
3. Милан Ристич
4. Анджелко Ристичевич
5. Владимир Саванович
6. Ненад Филипович
7. Предраг Филипович
8. Оливера Евтич
9. Тамара Салашки
10. Амела Терзич
11. Драгана Томашевич
12. Ивана Шпанович

 Настольный теннис
1. Александар Каракашевич

 Плавание
1. Чаба Силадьи
2. Велимир Стьепанович
3. Катарина Симонович
4. Аня Цревар

 Стрельба
1. Димитрие Гргич
2. Дамир Микец
3. Стеван Плетикосич
4. Миленко Себич
5. Милутин Стефанович
6. Андреа Арсович
7. Зорана Арунович
8. Бобана Величкович
9. Ивана Максимович

 Теннис
1. Новак Джокович
2. Ненад Зимонич
3. Виктор Троицки
4. Ана Иванович
5. Александра Крунич
6. Елена Янкович

 Тхэквондо
1. Тияна Богданович
2. Милица Мандич

## Результаты соревнований

### Академическая гребля
В следующий раунд из каждого заезда проходят несколько лучших экипажей (в зависимости от дисциплины). В отборочный заезд попадают спортсмены, выбывшие в предварительном раунде. В финал A выходят 6 сильнейших экипажей, остальные разыгрывают места в утешительных финалах B-F.
Мужчины
| Соревнование  | Спортсмены                     | Предварительный заезд | Предварительный заезд | Предварительный заезд | Отборочный заезд | Отборочный заезд | Отборочный заезд | Четвертьфинал | Четвертьфинал | Четвертьфинал | Полуфинал | Полуфинал | Полуфинал | Финал   | Финал   | Итоговое место |
| Соревнование  | Спортсмены                     | Заезд                 | Время                 | Место                 | Заезд            | Время            | Место            | Заезд         | Время         | Место         | Заезд     | Время     | Место     | Время   | Место   | Итоговое место |
| ------------- | ------------------------------ | --------------------- | --------------------- | --------------------- | ---------------- | ---------------- | ---------------- | ------------- | ------------- | ------------- | --------- | --------- | --------- | ------- | ------- | -------------- |
| двойки        | Милош Васич Ненад Беджик       | 3                     | DNF                   | —                     | 1                | 6:34,52          | 2 Q              | не проводится | не проводится | не проводится | 2         | 6:31,00   | 5 QB      | Финал B | Финал B | 10             |
| двойки        | Милош Васич Ненад Беджик       | 3                     | DNF                   | —                     | 1                | 6:34,52          | 2 Q              | не проводится | не проводится | не проводится | 2         | 6:31,00   | 5 QB      | 7:04,71 | 4       | 10             |
| двойки парные | Марко Марьянович Андрия Шлюкич | 3                     | 7:07,29               | 4                     | 1                | 6:20,62          | 3 Q              | не проводится | не проводится | не проводится | 2         | 6:27,66   | 5 QB      | Финал B | Финал B | 10             |
| двойки парные | Марко Марьянович Андрия Шлюкич | 3                     | 7:07,29               | 4                     | 1                | 6:20,62          | 3 Q              | не проводится | не проводится | не проводится | 2         | 6:27,66   | 5 QB      | 7:03,13 | 4       | 10             |

### Борьба
В соревнованиях по борьбе, как и на предыдущих трёх Играх, будет разыгрываться 18 комплектов наград. По 6 у мужчин в вольной и греко-римской борьбе и 6 у женщин в вольной борьбе. Турнир пройдёт по олимпийской системе с выбыванием. В утешительный раунд попадают участники, проигравшие в своих поединках будущим финалистам соревнований. Каждый поединок состоит из двух раундов по 3 минуты, победителем становится спортсмен, набравший большее количество технических очков. По окончании схватки, в зависимости от результатов спортсменам начисляются классификационные очки.
Мужчины
Греко-римская борьба
| Категория | Спортсмены | Первый раунд       | 1/8 финала         | Четвертьфинал      | Полуфинал          | Финал              | Место |
| Категория | Спортсмены | Соперник Результат | Соперник Результат | Соперник Результат | Соперник Результат | Соперник Результат | Место |
| --------- | ---------- | ------------------ | ------------------ | ------------------ | ------------------ | ------------------ | ----- |
| до 59 кг  |            |                    |                    |                    |                    |                    |       |
| до 66 кг  |            |                    |                    |                    |                    |                    |       |
| до 75 кг  |            |                    |                    |                    |                    |                    |       |

### Баскетбол

#### Мужчины
Мужская сборная Сербии квалифицировалась на Игры, заняв первое место в олимпийском квалификационном турнире, который прошёл с 4 по 9 июля 2016 года в Белграде.
Состав
| Номер     | Позиция   | Имя       | Дата рождения | Рост, см  | Клуб      | Игры      | Очки      | Подборы   | Передачи  |
| Защитники | Защитники | Защитники | Защитники     | Защитники | Защитники | Защитники | Защитники | Защитники | Защитники |
| --------- | --------- | --------- | ------------- | --------- | --------- | --------- | --------- | --------- | --------- |
|           |           |           |               |           |           |           |           |           |           |
| Форварды  |           |           |               |           |           |           |           |           |           |
|           |           |           |               |           |           |           |           |           |           |
| Центровые |           |           |               |           |           |           |           |           |           |
|           |           |           |               |           |           |           |           |           |           |

| Имя                   | Гражданство | Дата рождения   |
| --------------------- | ----------- | --------------- |
| Александар Джорджевич | Сербия      | 26 августа 1967 |

Результаты
Групповой этап (Группа A)
| Место | Команда   | И | В | П | ОЗ  | ОП  | +/-  | Очки |
| ----- | --------- | - | - | - | --- | --- | ---- | ---- |
| 1     | США       | 5 | 5 | 0 | 524 | 407 | +117 | 10   |
| 2     | Австралия | 5 | 4 | 1 | 444 | 368 | +76  | 9    |
| 3     | Франция   | 5 | 3 | 2 | 423 | 378 | +45  | 8    |
| 4     | Сербия    | 5 | 2 | 3 | 426 | 387 | +39  | 7    |
| 5     | Венесуэла | 5 | 1 | 4 | 315 | 444 | -129 | 6    |
| 6     | Китай     | 5 | 0 | 5 | 318 | 466 | -148 | 5    |

| 6 августа 2016 22:30 UTC−3 | Протокол | Венесуэла                 | 62:86    | Сербия        | Кариока Арена, Рио-де-Жанейро Зрителей: 5063 Судьи: Христос Христодулу Чжу Дуань Луис Роберто Васкес |
| 6 августа 2016 22:30 UTC−3 | Протокол | 14:18, 9:26, 18:24, 21:18 |          |               | Кариока Арена, Рио-де-Жанейро Зрителей: 5063 Судьи: Христос Христодулу Чжу Дуань Луис Роберто Васкес |
| 6 августа 2016 22:30 UTC−3 | Протокол | Эченике, Х. Варгас 12     | Очки     | Богданович 19 | Кариока Арена, Рио-де-Жанейро Зрителей: 5063 Судьи: Христос Христодулу Чжу Дуань Луис Роберто Васкес |
| 6 августа 2016 22:30 UTC−3 | Протокол | Кольменарес 6             | Подборы  | Штимац 9      | Кариока Арена, Рио-де-Жанейро Зрителей: 5063 Судьи: Христос Христодулу Чжу Дуань Луис Роберто Васкес |
| 6 августа 2016 22:30 UTC−3 | Протокол | Г. Варгас 5               | Передачи | Недович 4     | Кариока Арена, Рио-де-Жанейро Зрителей: 5063 Судьи: Христос Христодулу Чжу Дуань Луис Роберто Васкес |

| 8 августа 2016 14:15 UTC−3 | Протокол | Сербия                     | 80:95    | Австралия      | Кариока Арена, Рио-де-Жанейро Зрителей: 5409 Судьи: Борис Рыжик Гильерме Локателли Кристиано Хесус Мараньо |
| 8 августа 2016 14:15 UTC−3 | Протокол | 23:26, 20:14, 20:22, 17:33 |          |                | Кариока Арена, Рио-де-Жанейро Зрителей: 5409 Судьи: Борис Рыжик Гильерме Локателли Кристиано Хесус Мараньо |
| 8 августа 2016 14:15 UTC−3 | Протокол | Радульица 25               | Очки     | Миллс 26       | Кариока Арена, Рио-де-Жанейро Зрителей: 5409 Судьи: Борис Рыжик Гильерме Локателли Кристиано Хесус Мараньо |
| 8 августа 2016 14:15 UTC−3 | Протокол | Богданович 8               | Подборы  | Богут 12       | Кариока Арена, Рио-де-Жанейро Зрителей: 5409 Судьи: Борис Рыжик Гильерме Локателли Кристиано Хесус Мараньо |
| 8 августа 2016 14:15 UTC−3 | Протокол | Маркович 4                 | Передачи | Деллаведова 13 | Кариока Арена, Рио-де-Жанейро Зрителей: 5409 Судьи: Борис Рыжик Гильерме Локателли Кристиано Хесус Мараньо |

| 10 августа 2016 14:15 UTC−3 | Протокол | Сербия                     | 75:76    | Франция    | Кариока Арена, Рио-де-Жанейро Зрителей: 6901 Судьи: Борис Рыжик Стефан Себель Олег Латышев |
| 10 августа 2016 14:15 UTC−3 | Протокол | 17:26, 19:14, 24:17, 15:19 |          |            | Кариока Арена, Рио-де-Жанейро Зрителей: 6901 Судьи: Борис Рыжик Стефан Себель Олег Латышев |
| 10 августа 2016 14:15 UTC−3 | Протокол | Радульица 16               | Очки     | де Коло 22 | Кариока Арена, Рио-де-Жанейро Зрителей: 6901 Судьи: Борис Рыжик Стефан Себель Олег Латышев |
| 10 августа 2016 14:15 UTC−3 | Протокол | Йокич 7                    | Подборы  | Дьяо 9     | Кариока Арена, Рио-де-Жанейро Зрителей: 6901 Судьи: Борис Рыжик Стефан Себель Олег Латышев |
| 10 августа 2016 14:15 UTC−3 | Протокол | Теодосич 9                 | Передачи | Дьяо 9     | Кариока Арена, Рио-де-Жанейро Зрителей: 6901 Судьи: Борис Рыжик Стефан Себель Олег Латышев |

| 12 августа 2016 19:00 UTC−3 | Протокол | США | ' | Сербия | Кариока Арена, Рио-де-Жанейро |

| 14 августа 2016 22:30 UTC−3 | Протокол | Сербия | ' | Китай | Кариока Арена, Рио-де-Жанейро |

#### Женщины
Женская сборная Сербии квалифицировалась на Игры, завоевав золотые медали на чемпионате Европы 2015 года.
Состав
| Номер     | Позиция   | Имя       | Дата рождения | Рост, см  | Клуб      | Игры      | Очки      | Подборы   | Передачи  |
| Защитники | Защитники | Защитники | Защитники     | Защитники | Защитники | Защитники | Защитники | Защитники | Защитники |
| --------- | --------- | --------- | ------------- | --------- | --------- | --------- | --------- | --------- | --------- |
|           |           |           |               |           |           |           |           |           |           |
| Форварды  |           |           |               |           |           |           |           |           |           |
|           |           |           |               |           |           |           |           |           |           |
| Центровые |           |           |               |           |           |           |           |           |           |
|           |           |           |               |           |           |           |           |           |           |

| Имя              | Гражданство | Дата рождения    |
| ---------------- | ----------- | ---------------- |
| Марина Малькович | Сербия      | 26 сентября 1981 |

Результаты
Групповой этап (Группа B)
| Место | Команда | И | В | П | ОЗ  | ОП  | +/-  | Очки |
| ----- | ------- | - | - | - | --- | --- | ---- | ---- |
| 1     | США     | 5 | 5 | 0 | 520 | 316 | +204 | 10   |
| 2     | Испания | 5 | 4 | 1 | 387 | 333 | +54  | 9    |
| 3     | Канада  | 5 | 3 | 2 | 340 | 347 | -7   | 8    |
| 4     | Сербия  | 5 | 2 | 3 | 385 | 406 | -21  | 7    |
| 5     | Китай   | 5 | 1 | 4 | 371 | 428 | -57  | 6    |
| 6     | Сенегал | 5 | 0 | 5 | 309 | 482 | -173 | 5    |

| 7 августа 2016 14:15 UTC−3 | Протокол | Сербия                     | 59:65    | Испания             | Молодёжная Арена, Рио-де-Жанейро Зрителей: 2654 Судьи: Луис Роберто Васкес Петр Пастусяк Наталия Куэльо Куэльо |
| 7 августа 2016 14:15 UTC−3 | Протокол | 18:19, 13:12, 13:15, 15:19 |          |                     | Молодёжная Арена, Рио-де-Жанейро Зрителей: 2654 Судьи: Луис Роберто Васкес Петр Пастусяк Наталия Куэльо Куэльо |
| 7 августа 2016 14:15 UTC−3 | Протокол | Милованович 17             | Очки     | Шаргай 15           | Молодёжная Арена, Рио-де-Жанейро Зрителей: 2654 Судьи: Луис Роберто Васкес Петр Пастусяк Наталия Куэльо Куэльо |
| 7 августа 2016 14:15 UTC−3 | Протокол | Петрович 8                 | Подборы  | Ндур 12             | Молодёжная Арена, Рио-де-Жанейро Зрителей: 2654 Судьи: Луис Роберто Васкес Петр Пастусяк Наталия Куэльо Куэльо |
| 7 августа 2016 14:15 UTC−3 | Протокол | А. Дабович 4               | Передачи | Палау, Торренс по 5 | Молодёжная Арена, Рио-де-Жанейро Зрителей: 2654 Судьи: Луис Роберто Васкес Петр Пастусяк Наталия Куэльо Куэльо |

| 8 августа 2016 14:15 UTC−3 | Протокол | Канада                     | 71:67    | Сербия         | Молодёжная Арена, Рио-де-Жанейро Зрителей: 2377 Судьи: Роберт Лоттермозер Воан Мейберри Хван Ин-Тэ |
| 8 августа 2016 14:15 UTC−3 | Протокол | 21:21, 11:19, 13:17, 26:10 |          |                | Молодёжная Арена, Рио-де-Жанейро Зрителей: 2377 Судьи: Роберт Лоттермозер Воан Мейберри Хван Ин-Тэ |
| 8 августа 2016 14:15 UTC−3 | Протокол | Нюрс 25                    | Очки     | Милованович 19 | Молодёжная Арена, Рио-де-Жанейро Зрителей: 2377 Судьи: Роберт Лоттермозер Воан Мейберри Хван Ин-Тэ |
| 8 августа 2016 14:15 UTC−3 | Протокол | Рейнкок-Экунве 9           | Подборы  | Пейдж 6        | Молодёжная Арена, Рио-де-Жанейро Зрителей: 2377 Судьи: Роберт Лоттермозер Воан Мейберри Хван Ин-Тэ |
| 8 августа 2016 14:15 UTC−3 | Протокол | Ланглуа, Нюрс по 5         | Передачи | А. Дабович 5   | Молодёжная Арена, Рио-де-Жанейро Зрителей: 2377 Судьи: Роберт Лоттермозер Воан Мейберри Хван Ин-Тэ |

| 10 августа 2016 15:30 UTC−3 | Протокол | США                        | 110:84   | Сербия                      | Молодёжная Арена, Рио-де-Жанейро Зрителей: 2490 Судьи: Петр Пастусяк Скот Пол Бекер Надеж Зузу |
| 10 августа 2016 15:30 UTC−3 | Протокол | 31:21, 25:13, 28:27, 26:23 |          |                             | Молодёжная Арена, Рио-де-Жанейро Зрителей: 2490 Судьи: Петр Пастусяк Скот Пол Бекер Надеж Зузу |
| 10 августа 2016 15:30 UTC−3 | Протокол | Таурази 25                 | Очки     | Три игрока по 15            | Молодёжная Арена, Рио-де-Жанейро Зрителей: 2490 Судьи: Петр Пастусяк Скот Пол Бекер Надеж Зузу |
| 10 августа 2016 15:30 UTC−3 | Протокол | Чарльз 8                   | Подборы  | А. Дабович 5                | Молодёжная Арена, Рио-де-Жанейро Зрителей: 2490 Судьи: Петр Пастусяк Скот Пол Бекер Надеж Зузу |
| 10 августа 2016 15:30 UTC−3 | Протокол | Таурази 6                  | Передачи | А. Дабович, М. Дабович по 4 | Молодёжная Арена, Рио-де-Жанейро Зрителей: 2490 Судьи: Петр Пастусяк Скот Пол Бекер Надеж Зузу |

| 12 августа 2016 12:15 UTC−3 | Протокол | Сербия | ' | Китай | Молодёжная Арена, Рио-де-Жанейро |

| 14 августа 2016 15:30 UTC−3 | Протокол | Сенегал | ' | Сербия | Молодёжная Арена, Рио-де-Жанейро |

### Велоспорт

#### Шоссейный велоспорт
Мужчины
| Соревнование    | Спортсмены  | Время | Место | Отставание |
| --------------- | ----------- | ----- | ----- | ---------- |
| групповая гонка | Иван Стевич | DNF   | DNF   | DNF        |

#### Маунтинбайк
Женщины
| Соревнование | Спортсмены | Время | Место | Отставание |
| ------------ | ---------- | ----- | ----- | ---------- |
| кросс-кантри |            |       |       |            |

### Водные виды спорта

#### Водное поло

##### Мужчины
Мужская сборная Сербии автоматически квалифицировалась на Игры, выиграв суперфинал Мировой лиги 2015 года
Состав
| Номер                  | Имя     | Дата рождения | Рост, см | Вес, кг | Клуб    | Игры    | Голы    |
| Вратари                | Вратари | Вратари       | Вратари  | Вратари | Вратари | Вратари | Вратари |
| ---------------------- | ------- | ------------- | -------- | ------- | ------- | ------- | ------- |
| 1                      |         |               |          |         |         |         |         |
| 13                     |         |               |          |         |         |         |         |
| Защитники              |         |               |          |         |         |         |         |
|                        |         |               |          |         |         |         |         |
| Подвижные нападающие   |         |               |          |         |         |         |         |
|                        |         |               |          |         |         |         |         |
| Центральные нападающие |         |               |          |         |         |         |         |
|                        |         |               |          |         |         |         |         |

| Имя        | Гражданство | Дата рождения  |
| ---------- | ----------- | -------------- |
| Деян Савич | Сербия      | 24 апреля 1975 |

Результаты
Групповой этап (Группа A)
| Место | Команда   | И | В | Н | П | ГЗ | ГП | +/- | Очки |
| ----- | --------- | - | - | - | - | -- | -- | --- | ---- |
| 1     | Венгрия   | 5 | 2 | 3 | 0 | 57 | 43 | +14 | 7    |
| 2     | Греция    | 5 | 2 | 2 | 1 | 41 | 40 | +1  | 6    |
| 3     | Бразилия  | 5 | 3 | 0 | 2 | 40 | 39 | +1  | 6    |
| 4     | Сербия    | 5 | 2 | 2 | 1 | 49 | 44 | +5  | 6    |
| 5     | Австралия | 5 | 2 | 1 | 2 | 44 | 40 | +4  | 5    |
| 6     | Япония    | 5 | 0 | 0 | 5 | 36 | 61 | -25 | 0    |

| 6 августа 2016 09:00 UTC-3 | Протокол | Сербия                                | 13:13 | Венгрия               | Водный центр имени Марии Ленк Судьи: Адриан Александреску Радослав Корыжна |
| 6 августа 2016 09:00 UTC-3 | Протокол | Счёт по четвертям: 3:5, 3:4, 3:2, 4:2 |       |                       | Водный центр имени Марии Ленк Судьи: Адриан Александреску Радослав Корыжна |
| 6 августа 2016 09:00 UTC-3 | Протокол | Филип Филипович — 3                   | Голы  | 3 — Норберт Хоснянски | Водный центр имени Марии Ленк Судьи: Адриан Александреску Радослав Корыжна |

| 8 августа 2016 09:00 UTC-3 | Протокол | Сербия                                | 9:9  | Греция               | Водный центр имени Марии Ленк Судьи: Марк Коганов Джозеф Пейла |
| 8 августа 2016 09:00 UTC-3 | Протокол | Счёт по четвертям: 1:2, 0:2, 4:3, 4:2 |      |                      | Водный центр имени Марии Ленк Судьи: Марк Коганов Джозеф Пейла |
| 8 августа 2016 09:00 UTC-3 | Протокол | Филип Филипович — 2                   | Голы | 4 — Иоаннис Фунтулис | Водный центр имени Марии Ленк Судьи: Марк Коганов Джозеф Пейла |

| 10 августа 2016 | Бразилия | ' | Сербия | Водный центр имени Марии Ленк |

| 12 августа 2016 | Сербия | ' | Австралия | Водный центр имени Марии Ленк |

| 14 августа 2016 | Сербия | ' | Япония | Олимпийский водный центр |

#### Плавание
В следующий раунд на каждой дистанции проходят спортсмены, показавшие лучший результат, независимо от места, занятого в своём заплыве.
Мужчины
| Дистанция                 | Спортсмены          | Предварительный раунд | Предварительный раунд | Предварительный раунд | Полуфинал            | Полуфинал            | Полуфинал            | Финал                | Финал                |
| Дистанция                 | Спортсмены          | Заплыв                | Результат             | Место                 | Заплыв               | Результат            | Место                | Результат            | Место                |
| ------------------------- | ------------------- | --------------------- | --------------------- | --------------------- | -------------------- | -------------------- | -------------------- | -------------------- | -------------------- |
| 100 метров вольным стилем | Велимир Стьепанович | 8                     | 49,24                 | 32                    | завершил выступление | завершил выступление | завершил выступление | завершил выступление | завершил выступление |
| 200 метров вольным стилем | Велимир Стьепанович | 6                     | 1:46,64               | 10 Q                  | 1                    | 1:47,28              | 13                   | завершил выступление | завершил выступление |
| 400 метров вольным стилем | Велимир Стьепанович | 7                     | 3:46,78               | 14                    | не проводится        | не проводится        | не проводится        | завершил выступление | завершил выступление |
| 100 метров брассом        | Чаба Силадьи        | 5                     | 1:00,76               | 26                    | завершил выступление | завершил выступление | завершил выступление | завершил выступление | завершил выступление |

Женщины
| Дистанция                        | Спортсмены         | Предварительный раунд | Предварительный раунд | Предварительный раунд | Полуфинал             | Полуфинал             | Полуфинал             | Финал                 | Финал                 |
| Дистанция                        | Спортсмены         | Заплыв                | Результат             | Место                 | Заплыв                | Результат             | Место                 | Результат             | Место                 |
| -------------------------------- | ------------------ | --------------------- | --------------------- | --------------------- | --------------------- | --------------------- | --------------------- | --------------------- | --------------------- |
| 200 метров вольным стилем        | Катарина Симонович | 2                     | 2:00,06               | 30                    | завершила выступление | завершила выступление | завершила выступление | завершила выступление | завершила выступление |
| 400 метров вольным стилем        | Катарина Симонович | 1                     | 4:15,57               | 23                    | не проводится         | не проводится         | не проводится         | завершила выступление | завершила выступление |
| 200 метров комплексным плаванием | Аня Цревар         | 1                     | 2:15,33               | 27                    | завершила выступление | завершила выступление | завершила выступление | завершила выступление | завершила выступление |
| 400 метров комплексным плаванием | Аня Цревар         | 2                     | 4:43,19               | 20                    | не проводится         | не проводится         | не проводится         | завершила выступление | завершила выступление |

### Волейбол

#### Волейбол

##### Женщины
Женская сборная Сербии квалифицировалась на Игры, завоевав серебряные медали Кубка мира 2015 года.
Состав команды
Результаты
Групповой этап (Группа B)
|                | Матчи | Матчи | Очки | Сеты | Сеты | Сеты  | Мячи | Мячи | Мячи  |
| В              | П     | В     | Очки | П    | В:П  | В     | П    | В:П  |       |
| -------------- | ----- | ----- | ---- | ---- | ---- | ----- | ---- | ---- | ----- |
| 1. США         | 5     | 0     | 14   | 15   | 5    | 3,000 | 470  | 400  | 1,175 |
| 2. Нидерланды  | 4     | 1     | 11   | 14   | 7    | 2,000 | 455  | 425  | 1,070 |
| 3. Сербия      | 3     | 2     | 10   | 12   | 6    | 2,000 | 410  | 394  | 1,041 |
| 4. Китай       | 2     | 3     | 7    | 9    | 9    | 1,000 | 398  | 389  | 1,023 |
| 5. Италия      | 1     | 4     | 3    | 4    | 12   | 0,333 | 351  | 374  | 0,939 |
| 6. Пуэрто-Рико | 0     | 5     | 0    | 0    | 15   | 0,000 | 277  | 379  | 0,731 |

| 6 августа 2016 22:35 UTC-3 |

| Сербия                         | 3:0  | Италия         |
| (27:25, 25:20, 25:23) Протокол |      |                |
| Бранкица Михайлович 21         | Очки | 19 Паола Эгону |

| Мараканазинью, Рио-де-Жанейро Зрителей: 4373 Судьи: Пётр Дудек, Артуро ди Джакомо |

| 8 августа 2016 17:40 UTC-3 |

| Сербия                         | 3:0  | Пуэрто-Рико      |
| (29:27, 25:18, 25:20) Протокол |      |                  |
| Бранкица Михайлович 16         | Очки | 16 Карина Окасио |

| Мараканазинью, Рио-де-Жанейро Зрителей: 5730 Судьи: Кан Чжу Хи, Андрей Зенович |

| 10 августа 2016 15:00 UTC-3 |

| США                                   | 3:1  | Сербия                                 |
| (25:17, 21:25, 25:18, 25:19) Протокол |      |                                        |
| Рэйчел Адамс 18                       | Очки | 18 Бранкица Михайлович, Тияна Бошкович |

| Мараканазинью, Рио-де-Жанейро Зрителей: 7134 Судьи: Эрнан Касамикела, Рожерио Эспикальский |

### Гребля на байдарках и каноэ

#### Гребля на гладкой воде
Соревнования по гребле на байдарках и каноэ на гладкой воде проходят в лагуне Родригу-ди-Фрейташ, которая находится на территории города Рио-де-Жанейро. В каждой дисциплине соревнования проходят в три этапа: предварительный раунд, полуфинал и финал.
Мужчины
| Соревнование                   | Спортсмены                                                 | Предварительный раунд | Предварительный раунд | Предварительный раунд | Полуфинал | Полуфинал | Полуфинал | Финал | Финал | Итоговое место |
| Соревнование                   | Спортсмены                                                 | Заплыв                | Время                 | Место                 | Заплыв    | Время     | Место     | Время | Место | Итоговое место |
| ------------------------------ | ---------------------------------------------------------- | --------------------- | --------------------- | --------------------- | --------- | --------- | --------- | ----- | ----- | -------------- |
| байдарки-одиночки, 200 метров  | Марко Новакович                                            |                       |                       |                       |           |           |           |       |       |                |
| байдарки-одиночки, 1000 метров | Деян Паич                                                  |                       |                       |                       |           |           |           |       |       |                |
| байдарки-двойки, 200 метров    | Небойша Груич Марко Новакович                              |                       |                       |                       |           |           |           |       |       |                |
| байдарки-двойки, 1000 метров   | Марко Томичевич Миленко Зорич                              |                       |                       |                       |           |           |           |       |       |                |
| байдарки-четвёрки, 1000 метров | Марко Томичевич Миленко Зорич Деян Паич Владимир Торубаров |                       |                       |                       |           |           |           |       |       |                |

Женщины
| Соревнование                  | Спортсмены                                                               | Предварительный раунд | Предварительный раунд | Предварительный раунд | Полуфинал | Полуфинал | Полуфинал | Финал | Финал | Итоговое место |
| Соревнование                  | Спортсмены                                                               | Заплыв                | Время                 | Место                 | Заплыв    | Время     | Место     | Время | Место | Итоговое место |
| ----------------------------- | ------------------------------------------------------------------------ | --------------------- | --------------------- | --------------------- | --------- | --------- | --------- | ----- | ----- | -------------- |
| байдарки-одиночки, 200 метров | Оливера Молдован                                                         |                       |                       |                       |           |           |           |       |       |                |
| байдарки-одиночки, 500 метров | Далма Ружичич-Бенедек                                                    |                       |                       |                       |           |           |           |       |       |                |
| байдарки-двойки, 500 метров   | Николина Молдован Милица Старович                                        |                       |                       |                       |           |           |           |       |       |                |
| байдарки-четвёрки, 500 метров | Николина Молдован Оливера Молдован Далма Ружичич-Бенедек Милица Старович |                       |                       |                       |           |           |           |       |       |                |

### Дзюдо
Соревнования по дзюдо проводились по системе с выбыванием. В утешительные раунды попадали спортсмены, проигравшие полуфиналистам турнира. Два спортсмена, одержавших победу в утешительном раунде, в поединке за бронзу сражались с дзюдоистами, проигравшими в полуфинале.
Мужчины
| Категория | Спортсмены        | 1/32 финала        | 1/16 финала           | 1/8 финала             | Четвертьфинал        | Полуфинал            | Финал                | Место |
| Категория | Спортсмены        | Соперник Результат | Соперник Результат    | Соперник Результат     | Соперник Результат   | Соперник Результат   | Соперник Результат   | Место |
| --------- | ----------------- | ------------------ | --------------------- | ---------------------- | -------------------- | -------------------- | -------------------- | ----- |
| до 90 кг  | Александар Куколь | не участвовал      | SLOМ. Жганк В 100:000 | JPNМ. Бейкер П 000:100 | завершил выступление | завершил выступление | завершил выступление | 9     |

### Лёгкая атлетика
Мужчины
Беговые дисциплины
| Дисциплина                    | Спортсмен    | Предварительный раунд | Предварительный раунд | Предварительный раунд | Четвертьфиналы | Четвертьфиналы | Четвертьфиналы | Полуфиналы | Полуфиналы | Полуфиналы | Финал | Финал |
| Дисциплина                    | Спортсмен    | Забег                 | Время                 | Место                 | Забег          | Время          | Место          | Забег      | Время      | Место      | Время | Место |
| ----------------------------- | ------------ | --------------------- | --------------------- | --------------------- | -------------- | -------------- | -------------- | ---------- | ---------- | ---------- | ----- | ----- |
| бег на 110 метров с барьерами | Милан Ристич |                       |                       |                       | не проводится  | не проводится  | не проводится  |            |            |            |       |       |

Шоссейные дисциплины
| Дисциплина              | Спортсмен           | Время | Место | Отставание |
| ----------------------- | ------------------- | ----- | ----- | ---------- |
| марафон                 | Анджелко Ристичевич |       |       |            |
| ходьба на 50 километров | Ненад Филипович     |       |       |            |
| ходьба на 50 километров | Предраг Филипович   |       |       |            |
| ходьба на 50 километров | Владимир Саванович  |       |       |            |

Технические дисциплины
| Дисциплина    | Спортсмен       | Квалификация | Квалификация | Финал     | Финал |
| Дисциплина    | Спортсмен       | Результат    | Место        | Результат | Место |
| ------------- | --------------- | ------------ | ------------ | --------- | ----- |
| толкание ядра | Асмир Колашинац |              |              |           |       |

Многоборье
| Дисциплина  | Спортсмен    | Параметр  | 100 м | длина | ядро | высота | 400 м | 110 м с/б | диск | шест | копьё | 1500 м | Всего очков | Итоговое место |
| ----------- | ------------ | --------- | ----- | ----- | ---- | ------ | ----- | --------- | ---- | ---- | ----- | ------ | ----------- | -------------- |
| десятиборье | Михаил Дудаш | Результат |       |       |      |        |       |           |      |      |       |        |             |                |
| десятиборье | Михаил Дудаш | Очки      |       |       |      |        |       |           |      |      |       |        |             |                |
| десятиборье | Михаил Дудаш | Место     |       |       |      |        |       |           |      |      |       |        |             |                |

Женщины
Беговые дисциплины
| Дисциплина         | Спортсмен      | Предварительный раунд | Предварительный раунд | Предварительный раунд | Четвертьфиналы | Четвертьфиналы | Четвертьфиналы | Полуфиналы | Полуфиналы | Полуфиналы | Финал | Финал |
| Дисциплина         | Спортсмен      | Забег                 | Время                 | Место                 | Забег          | Время          | Место          | Забег      | Время      | Место      | Время | Место |
| ------------------ | -------------- | --------------------- | --------------------- | --------------------- | -------------- | -------------- | -------------- | ---------- | ---------- | ---------- | ----- | ----- |
| бег на 400 метров  | Тамара Салашки |                       |                       |                       | не проводится  | не проводится  | не проводится  |            |            |            |       |       |
| бег на 800 метров  | Амела Терзич   |                       |                       |                       | не проводится  | не проводится  | не проводится  |            |            |            |       |       |
| бег на 1500 метров | Амела Терзич   |                       |                       |                       | не проводится  | не проводится  | не проводится  |            |            |            |       |       |

Шоссейные дисциплины
| Дисциплина | Спортсмен     | Время | Место | Отставание |
| ---------- | ------------- | ----- | ----- | ---------- |
| марафон    | Оливера Евтич |       |       |            |

Технические дисциплины
| Дисциплина     | Спортсмен         | Квалификация | Квалификация | Финал     | Финал |
| Дисциплина     | Спортсмен         | Результат    | Место        | Результат | Место |
| -------------- | ----------------- | ------------ | ------------ | --------- | ----- |
| прыжок в длину | Ивана Шпанович    |              |              |           |       |
| метание диска  | Драгана Томашевич |              |              |           |       |

### Настольный теннис
Соревнования по настольному теннису проходили по системе плей-офф. Каждый матч продолжается до тех пор, пока один из теннисистов не выигрывает 4 партии. Сильнейшие 16 спортсменов начинали соревнования с третьего раунда, следующие 16 по рейтингу стартовали со второго раунда.
Мужчины
| Соревнование     | Спортсмены             | Квалификация       | Первый раунд         | Второй раунд         | Третий раунд         | 1/8 финала           | 1/4 финала           | Полуфинал            | Финал                |
| Соревнование     | Спортсмены             | Соперник Результат | Соперник Результат   | Соперник Результат   | Соперник Результат   | Соперник Результат   | Соперник Результат   | Соперник Результат   | Соперник Результат   |
| ---------------- | ---------------------- | ------------------ | -------------------- | -------------------- | -------------------- | -------------------- | -------------------- | -------------------- | -------------------- |
| одиночный разряд | Александар Каракашевич | AUSК. Янь В 4:2    | GBRП. Дринкхол П 1:4 | Завершил выступление | Завершил выступление | Завершил выступление | Завершил выступление | Завершил выступление | Завершил выступление |

### Стрельба
В январе 2013 года Международная федерация спортивной стрельбы приняла новые правила проведения соревнований на 2013—2016 года, которые, в частности, изменили порядок проведения финалов. Во многих дисциплинах спортсмены, прошедшие в финал, теперь начинают решающий раунд без очков, набранных в квалификации, а финал проходит по системе с выбыванием. Также в финалах после каждого раунда стрельбы из дальнейшей борьбы выбывает спортсмен с наименьшим количеством баллов. В скоростном пистолете решающие поединки проходят по системе попал-промах. В стендовой стрельбе добавился полуфинальный раунд, где определяются по два участника финального матча и поединка за третье место.
Мужчины
| Соревнование                          | Спортсмены         | Квалификация | Квалификация | Полуфинал     | Полуфинал     | Финал                | Финал                |
| Соревнование                          | Спортсмены         | Результат    | Место        | Результат     | Место         | Соперник/ Результат  | Место                |
| ------------------------------------- | ------------------ | ------------ | ------------ | ------------- | ------------- | -------------------- | -------------------- |
| пневматическая винтовка, 10 метров    | Милутин Стефанович | 624,3        | 12           | не проводится | не проводится | завершил выступление | завершил выступление |
| пневматическая винтовка, 10 метров    | Миленко Себич      | 620,0        | 33           | не проводится | не проводится | завершил выступление | завершил выступление |
| винтовка лёжа, 50 метров              | Стеван Плетикосич  |              |              | не проводится | не проводится |                      |                      |
| винтовка лёжа, 50 метров              | Миленко Себич      |              |              | не проводится | не проводится |                      |                      |
| винтовка из трёх положений, 50 метров | Стеван Плетикосич  |              |              | не проводится | не проводится |                      |                      |
| винтовка из трёх положений, 50 метров | Миленко Себич      |              |              | не проводится | не проводится |                      |                      |
| пневматический пистолет, 10 метров    | Димитрие Гргич     | 579          | 9            | не проводится | не проводится | завершил выступление | завершил выступление |
| пневматический пистолет, 10 метров    | Дамир Микец        | 575          | 25           | не проводится | не проводится | завершил выступление | завершил выступление |
| пистолет, 50 метров                   | Димитрие Гргич     | 552          | 16           | не проводится | не проводится | завершил выступление | завершил выступление |
| пистолет, 50 метров                   | Дамир Микец        | 551          | 18           | не проводится | не проводится | завершил выступление | завершил выступление |

Женщины
| Соревнование                          | Спортсмены        | Квалификация | Квалификация | Полуфинал             | Полуфинал             | Финал                 | Финал                 |
| Соревнование                          | Спортсмены        | Результат    | Место        | Результат             | Место                 | Соперник/ Результат   | Место                 |
| ------------------------------------- | ----------------- | ------------ | ------------ | --------------------- | --------------------- | --------------------- | --------------------- |
| пневматическая винтовка, 10 метров    | Ивана Максимович  | 415,4        | 12           | не проводится         | не проводится         | завершила выступление | завершила выступление |
| пневматическая винтовка, 10 метров    | Андреа Арсович    | 413,5        | 26           | не проводится         | не проводится         | завершила выступление | завершила выступление |
| винтовка из трёх положений, 50 метров | Андреа Арсович    |              |              | не проводится         | не проводится         |                       |                       |
| винтовка из трёх положений, 50 метров | Ивана Максимович  |              |              | не проводится         | не проводится         |                       |                       |
| пневматический пистолет, 10 метров    | Бобана Величкович | 385          | 6 Q          | не проводится         | не проводится         | 96,4                  | 7                     |
| пневматический пистолет, 10 метров    | Зорана Арунович   | 382          | 11           | не проводится         | не проводится         | завершила выступление | завершила выступление |
| пистолет, 25 метров                   | Зорана Арунович   | 576          | 19           | завершила выступление | завершила выступление | завершила выступление | завершила выступление |
| пистолет, 25 метров                   | Бобана Величкович | 576          | 21           | завершила выступление | завершила выступление | завершила выступление | завершила выступление |

### Теннис
Соревнования пройдут на кортах олимпийского теннисного центра. Теннисные матчи будут проходить на кортах с твёрдым покрытием DecoTurf, на которых также проходит и Открытый чемпионат США.
Мужчины
| Соревнование     | Спортсмены                   | 1/32 финала                     | 1/16 финала                         | 1/8 финала                            | Четвертьфинал         | Полуфинал             | Финал                 |
| Соревнование     | Спортсмены                   | Соперник Результат              | Соперник Результат                  | Соперник Результат                    | Соперник Результат    | Соперник Результат    | Соперник Результат    |
| ---------------- | ---------------------------- | ------------------------------- | ----------------------------------- | ------------------------------------- | --------------------- | --------------------- | --------------------- |
| одиночный разряд | Новак Джокович (1)           | ARGХ.М. дель Потро П 64:7, 62:7 | завершил выступление                | завершил выступление                  | завершил выступление  | завершил выступление  | завершил выступление  |
| одиночный разряд | Виктор Троицки               | GBRЭ. Маррей (2) П 3:6, 2:6     | завершил выступление                | завершил выступление                  | завершил выступление  | завершил выступление  | завершил выступление  |
| парный разряд    | Ненад Зимонич Новак Джокович | не проводится                   | CROМ. Чилич / М. Драганя В 6:2, 6:2 | BRAМ. Мело / Б. Соарес (3) П 4:6, 4:6 | завершили выступление | завершили выступление | завершили выступление |

Женщины
| Соревнование     | Спортсмены                      | 1/32 финала                             | 1/16 финала                        | 1/8 финала            | Четвертьфинал         | Полуфинал             | Финал                 |                       |
| Соревнование     | Спортсмены                      | Соперник Результат                      | Соперник Результат                 | Соперник Результат    | Соперник Результат    | Соперник Результат    | Соперник Результат    |                       |
| ---------------- | ------------------------------- | --------------------------------------- | ---------------------------------- | --------------------- | --------------------- | --------------------- | --------------------- | --------------------- |
| одиночный разряд | Ана Иванович                    | ESPК.Суарес Наварро (9) П 6:2, 1:6, 2:6 | завершила выступление              | завершила выступление | завершила выступление | завершила выступление | завершила выступление |                       |
| одиночный разряд | Александра Крунич               | FRAК. Младенович П 1:6, 4:6             | завершила выступление              | завершила выступление | завершила выступление | завершила выступление | завершила выступление |                       |
| парный разряд    | Елена Янкович Александра Крунич | не проводится                           | GBRЙ. Конта / Х. Уотсон П 2:6, 1:6 | завершили выступление | завершили выступление | завершили выступление | завершили выступление | завершили выступление |

### Тхэквондо
Соревнования по тхэквондо проходят по системе с выбыванием. Для победы в турнире спортсмену необходимо одержать 4 победы. Тхэквондисты, проигравшие по ходу соревнований будущим финалистам, принимают участие в утешительном турнире за две бронзовые медали.
Женщины
| Категория   | Спортсмены       | Первый раунд       | Четвертьфинал      | Полуфинал          | Финал              | Место |
| Категория   | Спортсмены       | Соперник Результат | Соперник Результат | Соперник Результат | Соперник Результат | Место |
| ----------- | ---------------- | ------------------ | ------------------ | ------------------ | ------------------ | ----- |
| до 49 кг    | Тияна Богданович |                    |                    |                    |                    |       |
| свыше 67 кг | Милица Мандич    |                    |                    |                    |                    |       |